# Kiss Army
KISS Army е официалният фен клуб на американската рок група Kiss, както и неофициалното название, което се използва за феновете на Kiss. Стартиран е от феновете Бил Старки и Джей Евънс през 1975 г.
Формулярът за членство показа за пръв път официалното лого на Kiss Army, проектирано от Денис Волох и Винсънт Диджерландо от Howard Marks Inc., рекламната агенция, работеща по това време с Бил Аукоин и Kiss.

## История
През януари 1975 г. Старки и Евънс, двама тийнейджъри фенове на Kiss от Тера Хоут, Индиана, започват да се свързват с местната радиостанция „WVTS“ в опит да ги накарат да пускат песни на Kiss. След като многократно това е отхвърляно от програмния директор Рич Дикърсън, Старки и Евънс започват да твърдят пред „WVTS“, че са „Kiss Army“. Освен това те изпращат писма до радиостанцията като ги подписват: „Бил Старки-Президент на Kiss Army“ и „Джей Евънс-Маршал“. До юли 1975 г. „WVTS“ започва да излъчва записи на Kiss. Някои от писмата съдържат заплахи за взривяване на радиостанцията. Не след дълго, слушателите започват да се обаждат в радиото, питайки как могат да се запишат в Kiss Army.
Дикърсън работи със Старки и Евънс, за да осигури концерт на Kiss в новия Университетски център на университета Хулман в Терa Хoут. Преди шоуто, публицистът на Kiss Алън Милър, се свързва със Старки, за да обсъдят Kiss Army. По искане на Милър, Старки и Евънс се обаждат в ефира на „WVTS“, за да наберат колкото се може повече членове на фен клуба. В резултат на тези усилия, концертът на 21 ноември е посетен от близо 10 000 зрители. По време на концерта, Старки е представен на сцената и получава плакет от Kiss.
Скоро след концерта, Kiss Army става официалният фен клуб на групата. През 1976 г., мениджърът на Kiss Бил Аукоин иска от графичния дизайнер Винсънт Диджерландо да създаде официално лого на фен клуба. Формулярите за поръчки на Kiss Army за пръв път се появяват с официално лого в албума „Destroyer“ от ноември 1976 г. Бившият шеф на отдел продажби, Рон Буутъл, изчислява, че фен клубът (при своя пик) е печелил по 5000 щатски долара на ден и е имал почти 100 000 членове. След период на неактивност, Kiss обявява възстановяването на Kiss Army като официален фен клуб на 23 август 2007 г. На 29 май 2008 г. Кондолиза Райс, държавен секретар на САЩ, се включва в Kiss Army.